# Шесть историй
«Шесть историй» (англ. Six Stories) — сборник рассказов американского писателя Стивена Кинга, опубликованный издательством Philtrum Press в 1997 году ограниченным тиражом (1100 экземпляров, 900 из которых подписанные автором, и 200 подписанные и пронумерованные).

## Рассказы
- Завтрак в «Кафе Готэм» (Lunch at the Gotham Café) (1995)
- Теория домашних животных: постулат Л. Т. (L.T.'s Theory of Pets) (1997)
- Четвертак, приносящий удачу (Luckey Quarter) (1997)
- Секционный зал номер четыре (Autopsy Room Four) (1997)
- Слепой Уилли (Blind Willie) (1997)
- Человек в чёрном костюме (The Man in the Black Suit) (1994)

Пять рассказов в 2002 году вошли в сборник «Всё предельно» (некоторые из них с незначительными изменениями). Рассказ «Слепой Уилли» был значительно переработан, и включён в 1999 году в сборник «Сердца в Атлантиде».

## Издательство Philtrum Press
Стивен Кинг основал собственное частное издательство Philtrum Press в 1982 году для публикации первой части эпистолярного романа «Растение», которое в то Рождество семья Кингов раздала друзьям и знакомым в качестве поздравительных открыток. На следующее Рождество Кинг опубликовал через Philtrum Press вторую часть «Растения». В 1984 году, вместо очередной части романа, был опубликован новый роман Кинга «Глаза дракона» ограниченным тиражом в 1000 экземпляров с росписью автора (впоследствии общедоступное издание вышло лишь в 1987 году). Третья часть «Растения» появилась на следующий год. В 1987 году Philtrum Press опубликовало роман Дона Робертсона «Идеальный настоящий человек» (англ. The Ideal Genuine Man) с 15-страничным предисловием Кинга. Издательство, после 10-летнего перерыва, опубликовало «Шесть историй» в 1997 году ценой $80, плюс стоимость пересылки. Два года спустя, Philtrum Press опубликовало «Разговор нового лейтенанта» (англ. The New Lieutenant's Rap), черновой отрывок из книги «Сердца в Атлантиде» — своё последнее издание на сегодняшний день, не считая электронных версий повести «Верхом на Пуле» и до сих пор неоконченного «Растения».